# Кушталь, Патрик
Патрик Кушталь (пол. Patryk Kusztal; род. 28 марта 2003 года, Легница, Нижнесилезское воеводство, Польша) — польский футболист, нападающий клуба «Заглембе» из Любина.

## Клубная карьера
Уроженец Нижесилезского воеводства, футболом начал заниматься в академии клуба «Явория» из Явора, в 2016 году присоединился к академии любинского «Заглембе». В составе молодёжной команды стал чемпионом страны. Летом 2020 года был переведён в состав второй команды. В Третьей лиге дебютировал 1 августа в матче против «Гварека» из Тарновске-Гуры, заменив на 65-й минуте Бартоша Зынека. Первый гол забил 14 ноября в ворота «Рыбника». В сезоне 2021/22 помог команде впервые в истории выйти во Вторую лигу, забив за сезон 17 голов и став лучшим бомбардиром лиги. Летом 2022 года на правах аренды перешёл в клуб Первой лиги «Хробры Глогув» на правах аренды до конца года. Дебютировал 17 июля в матче против жешувской «Стали». Единственным голом отметился 24 октября в игре с ченстоховской «Скрой».
За первую команду «Заглембе» дебютировал 18 октября 2021 года в матче против мелецкой «Стали», заменив на 80-й минуте Лукаша Порембу. 26 марта 2024 года подписал с клубом новый трёхлетний контракт. Первым результативным действием отметился 29 сентября, отдав пас на победный гол Томаша Пенько в ворота «Радомяка».

## Карьера в сборной
В составе юношеской сборной принимал участие в отборе к Евро 2020, в том числе забил по голу в играх со сборной Северной Македонии и сборной Лихтенштейна, но турнир был отменён из-за пандемии COVID-19.